# Стыблова, Валя
Ва́ля Сты́блова (чеш. Valja Stýblová; родилась 4 июня 1922 года, Харбин, Китай — умерла 12 ноября 2020 года) — чешская писательница, профессор и доктор медицины, доктор наук (самое высокое академические звание в Чехии), политик.

## Биография
Валя Стыблова родилась в семье легионера, вскоре переселилась в Прагу, где окончила гимназию. Изучала медицину, в 1965 году стала доцентом, а в 1977 году — профессором неврологии. В 1974 году она работала начальником неврологической клиники Виноградской больницы в Праге.
В 1981—1990 годах Стыблова была депутатом Федерального собрания ЧССР.